# Alain Buffard
Alain Buffard (Morez, 1960-Les Rousses, 21 de diciembre de 2013), fue un bailarín y coreógrafo francés.

## Biografía
Alain Buffard comenzó a bailar en 1978 con Alwin Nikolais en el Centre national de danse contemporaine (CNDC) de Angers, y luego, en los años 1980, se convirtió en intérprete de numerosas creaciones de Brigitte Farges y Daniel Larrieu. Después colaboró con Régine Chopinot y Philippe Decouflé, presentando su primera obra en 1988, un solo titulado Bleu nuit. Trabajó durante varios años en la galería de arte contemporáneo de Anne de Villepoix y regresó a la creación coreográfica a finales de los años 1990, influido por su encuentro con Yvonne Rainer. A este periodo corresponden Good Boy (1998), INtime/EXtime y More et encore (1999).
En 2001 amplió su labor creativa al ámbito de la «Non-danse», un movimiento surgido en Francia que trato de incorporar a la danza contemporánea el resto de las artes. En este tiempo Buffard creó Dispositif 3.1, que reunió en un mismo escenario a Anne Laurent, Claudia Triozzi y la historiadora de la danza, Laurence Louppe. Tomó Good Boy y lo reconstruyó para ofrecer a Good for.... Sus piezas están en la línea de las obras performativas de Anna Halprin, a la que conoció en 1996 y de la que se convirtió en portavoz en Francia. A la manera de Jérôme Bel y de una pieza de La Ribot, utiliza el cuerpo como materia prima interactiva desviando su papel y función social para llevarlo a otra parte.
En 2002-2003, montó la exposición Wall Dancin'/Wall Fuckin'. En 2003, presentó Mauvais Genre, propuesta que reunía a veinte bailarines y coreógrafos. 
Dos años más tarde ganó el Gran Premio de Danza del Sindicato de la Crítica por una pieza más narrativa e íntima, Les Inconsolés, presentó en Viena una exposición, Umstellung / Umwandlung para el Teatro Tanz Quartier y fue artista invitado en Le Fresnoy-Studio national des arts contemporains en Tourcoing. En 2006 realizó una película, My Lunch with Anna, con la artista Anna Halprin. Finalmente, en 2008, estrenó en el Centro Georges-Pompidou de París un espectáculo que mezclaba varias formas artísticas, como la danza, el canto y la música, titulado (Not) a love song.
Colaboró con artistas visuales como Jean-Baptiste Bruant, Frédéric Lormeau, Marc Domage, Laurent Goldring y Jan Kopp. Ya gravemente enfermo, realizó su último gran proyecto, Histoires parallèles, Pays mêlés, meses antes de fallecer.

## Principales coreografías
- 1988 : Bleu nuit
- 1998 : Good Boy
- 1999 : INtime/EXtime
- 1999 : More et encore
- 2001 : Dispositif 3.1
- 2002 : Good for...
- 2002 : Campy Vampy Tacky
- 2003 : Wall Dancin'/Wall Fuckin'
- 2003 : Mauvais Genre
- 2005 : Les Inconsolés
- 2006 : Umstellung / Umwandlung
- 2007 : (Not) a Love Song
- 2009 : Self&Others,
- 2009 : SESA
- 2010 : Tout va bien, en colaboración con Fanny de Chaillé[7]
- 2012 : Baron samedi, en colaboración con Fanny de Chaillé.